# Yanis Massolin
Yanis Massolin (Moulins, 20 settembre 2002) è un calciatore francese, centrocampista del Modena.

## Carriera
Cresciuto nei settori giovanili di alcune squadre francesi e svizzere, nella stagione 2021-2022 fa parte della rosa dello Yzeure, squadra della quarta divisione francese. Il 16 giugno 2022 viene acquistato dal Clermont Foot, con cui firma il suo primo contratto professionistico, di durata triennale, e compiendo di fatto un triplo salto di categoria. Il 23 ottobre successivo ha esordito in Ligue 1, disputando l'incontro perso per 1-3 contro il Brest.

## Statistiche

### Presenze e reti nei club
Statistiche aggiornate al 19 febbraio 2023.
| Stagione        | Squadra         | Campionato      | Campionato | Campionato | Coppe nazionali | Coppe nazionali | Coppe nazionali | Coppe continentali | Coppe continentali | Coppe continentali | Altre coppe | Altre coppe | Altre coppe | Totale | Totale |
| Stagione        | Squadra         | Comp            | Pres       | Reti       | Comp            | Pres            | Reti            | Comp               | Pres               | Reti               | Comp        | Pres        | Reti        | Pres   | Reti   |
| --------------- | --------------- | --------------- | ---------- | ---------- | --------------- | --------------- | --------------- | ------------------ | ------------------ | ------------------ | ----------- | ----------- | ----------- | ------ | ------ |
| 2021-2022       | Yzeure          | N2              | 11         | 0          | CF              | 1               | 0               |                    | -                  | -                  |             | -           | -           | 12     | 0      |
| 2022-2023       | Clermont Foot 2 | N3              | 4          | 0          |                 | -               | -               |                    | -                  | -                  |             | -           | -           | 4      | 0      |
| 2022-2023       | Clermont Foot   | L1              | 5          | 0          | CF              | 1               | 0               |                    | -                  | -                  |             | -           | -           | 6      | 0      |
| Totale carriera | Totale carriera | Totale carriera | 20         | 0          |                 | 2               | 0               |                    | -                  | -                  |             | -           | -           | 22     | 0      |